# Johannes Conradsen
Johannes Conradsen (født 24. september 1782 i Vester Åby, død 16. september 1856 i København) var en dansk medaljør.
Conradsen blev født i Vester Åby, hvor faderen var smed. Han var først bestemt til at skulle beskæftige sig ved handel, men lærte at gravere og opnåede i sit 21. år på anbefaling af kobberstikker Johan Frederik Clemens at komme til København og i lære hos medaljøren Peter Leonhard Gianelli. Samtidig besøgte han Kunstakademiets skoler, hvor han dog kun vandt den mindre sølvmedalje 1810. Samme år blev han medaljør ved Københavns Mønt og forblev i denne stilling til 1840. Hans stempler til kroningsmedaljen vandt ikke bifald. I øvrigt kan nævnes Medaille i Anledning af Kongens Helbredelse (1822), Medaille i Anledning af Prins Frederik Carl Christians Formæling (1828), Medaillen for ædel Daad og Medaillen for druknedes Redning. Han var en dygtig, omend ikke fremragende, kunstner i sit fag.
I 1808 blev han gift med Dorthea Laurine Møller fra Odense (født 24 maj 1784, død 13 maj 1874) og blev ved hende fader til Harald Conradsen. Han er begravet på Assistens Kirkegård.